# Okres Rychnov nad Kněžnou
Rychnov nad Kněžnou (Duits: Reichenau an der Knieschna) is een district (Tsjechisch: Okres) in de Tsjechische regio Hradec Králové. De hoofdstad is Rychnov nad Kněžnou. Het district bestaat uit 80 gemeenten (Tsjechisch: Obec). Voor 1 januari 2007 hoorden ook de gemeenten Jílovice, Ledce en Vysoký Újezd bij de okres, nu vallen die onder de okres Hradec Králové.

## Lijst van gemeenten
De obce (gemeenten) van de okres Rychnov nad Kněžnou. De vetgedrukte plaatsen hebben stadsrechten. De cursieve plaatsen zijn steden zonder stadsrechten (zie: vlek).
Albrechtice nad Orlicí - Bačetín - Bartošovice v Orlických horách - Bílý Újezd - Bohdašín - Bolehošť - Borohrádek - Borovnice - Bystré - Byzhradec - Častolovice - Čermná nad Orlicí - Černíkovice - České Meziříčí - Čestice - Deštné v Orlických horách - Dobré - Dobruška - Dobřany - Doudleby nad Orlicí - Hřibiny-Ledská - Chleny - Chlístov - Jahodov - Janov - Javornice - Kostelec nad Orlicí - Kostelecké Horky - Kounov - Králova Lhota - Krchleby - Kvasiny - Lhoty u Potštejna - Libel - Liberk - Lično - Lípa nad Orlicí - Lukavice - Lupenice - Mokré - Nová Ves - Očelice - Ohnišov - Olešnice - Olešnice v Orlických horách - Opočno - Orlické Záhoří - Osečnice - Pěčín - Podbřezí - Pohoří - Polom - Potštejn - Proruby - Přepychy - Rohenice - Rokytnice v Orlických horách - Rybná nad Zdobnicí - Rychnov nad Kněžnou - Říčky v Orlických horách - Sedloňov - Semechnice - Skuhrov nad Bělou - Slatina nad Zdobnicí - Sněžné - Solnice - Svídnice - Synkov-Slemeno - Trnov - Třebešov - Tutleky - Týniště nad Orlicí - Val - Vamberk - Voděrady - Vrbice - Záměl - Zdelov - Zdobnice - Žďár nad Orlicí
Hradec Králové · Jičín · Náchod · Rychnov nad Kněžnou · Trutnov